# Pont du Garigliano
Der Pont du Garigliano ist eine Straßenbrücke über die Seine im Westen von Paris, die 1966 eröffnet wurde. Sie verbindet das 15. Arrondissement mit dem 16. Arrondissement der Stadt und ersetzte den Pont du Point-du-Jour mit dem aufgesetzten Viaduc d’Auteuil von 1865.
Die Brücke ist 209 m lang und hat drei Öffnungen. Der Überbau besteht aus Stahl und ist in grünlicher Farbe gestrichen. Sie ist nach dem Fluss Garigliano in Italien benannt, an dessen Ufern während des Zweiten Weltkriegs französische Truppen vom 11. bis am 21. Mai 1944 erbitterte Kämpfe gegen deutsche Truppen führten.